# FSC (gruppo musicale)
Gli FSC sono stati un gruppo musicale italiano di Padova formato da Davide Ferrario (chitarra, voce, sintetizzatori, piano), Stefano Spallanzani (basso) ed Andrea Polato (batteria).

## Storia del gruppo
Nati come cover band dei Radiohead si fanno conoscere per aver accompagnato tra il 2004 ed il 2007 Franco Battiato sia dal vivo che in studio, partecipando alla realizzazione degli album X Stratagemmi e Il vuoto. Fu il fonico Raffaele Stefani a consegnare a Pino Pischetola un demo che permise loro di essere scritturati dal cantautore siciliano che era in cerca di un gruppo di supporto.
Ottengono un contratto con Sony-BMG con la quale incidono il loro primo singolo nel 2006, Geloso di te. L'anno successivo partecipano al Festival di Sanremo 2007 nella categoria giovani con la canzone Non piangere e pubblicano il loro primo album omonimo. Il gruppo si scioglie nel novembre dello stesso anno e Ferrario inizia una collaborazione con Gianna Nannini alternandola a quella con Battiato.

## Discografia

### Album in studio
- 2007 - FSC

### Singoli
- 2006 - Geloso di te
- 2007 - Non Piangere
- 2007 - Vivere per sempre così